# Edward Earnshaw Eden Cass
Edward Earnshaw Eden Cass, britanski general, * 1898, † 1968.